# Kamerun ! une guerre cachée aux origines de la Françafrique
Kamerun ! : une guerre cachée aux origines de la Françafrique, 1948-1971 est un livre sur la guerre du Cameroun qui opposa, de 1955 à 1971, les autorités françaises aux partisans de l’Union des populations du Cameroun (UPC), le parti indépendantiste de Ruben Um Nyobe, dont les dirigeants, Felix Moumié et Ernest Ouandié, sont tués entre 1958 et 1971. Cette guerre fit des dizaines de milliers de victimes, dont certains témoignages sont compilés dans l'ouvrage,.

## Résumé
L'ouvrage retrace l'histoire de la guerre contre l’Union des populations du Cameroun (UPC), parti indépendantiste crée en 1948. De 1955 à 1971, la France a mené au Cameroun, selon les auteurs, une guerre secrète,  qui fait des dizaines de milliers, peut-être davantage, de morts.
Durant quatre années, les auteurs ont enquêté en France et au Cameroun, ont retrouvé de nombreux témoins : militaires, combattants nationalistes, rescapés. Ils ont trouvé et consulté des milliers de documents d'archives.[réf. souhaitée]
Le livre raconte comment furent, d'après les auteurs, « assassinés » les leaders de I'UPC : Ruben Um Nyobe en 1958, Felix Moumié en 1960 et Ernest Ouandié en 1971, et comment L’administration et l'armée françaises et leurs exécutants locaux ont conduit sur des années la répression : bombardements, escadrons de la mort, lavage de cerveau, torture...
Le livre traite essentiellement du « Cameroun français ». Les auteurs montrent comment la France a écrasé le mouvement indépendantiste camerounais, porté par l'Union des populations du Cameroun (UPC), pour garder la mainmise sur ce pays stratégique que Paris administrait sous la forme d'une tutelle de l'ONU.
Selon diverses sources citées par Thomas Deltombe, Manuel Domergue et Jacob Tatsitsa, ce conflit oublié, qui a débuté au milieu des années 1950 et s'est poursuivi après l'indépendance formelle du pays le 1er janvier 1960, aurait fait plusieurs dizaines de milliers de morts. Depuis lors, le Cameroun est considéré comme un pays clé de la « Françafrique ».

## Les auteurs
- Thomas Deltombe, journaliste indépendant.
- Manuel Domergue, journaliste au magazine Alternatives économiques.
- Jacob Tatsitsa, enseignant à l'Université de Yaoundé I.

## Réception critique
Le livre offre, selon Jean-Pierre Bat, la synthèse la plus complète sur l'histoire de la décolonisation du Cameroun.
Selon la revue engagée à gauche New Left Review, Kamerun ! offre « le portrait le plus détaillé réalisé à ce jour sur les origines et la formation de la Françafrique ».
Marc Michel, professeur honoraire d'histoire de l'Afrique à l'université de Provence, salue le travail d'enquête et de dépouillement réalisé par les auteurs. Néanmoins, selon lui, leur ouvrage se situe sur un autre terrain que celui de l'historien, mais davantage dans la lignée du journalisme d’investigation et de dénonciation avec une préférence pour « les titres à sensation » ou l'emploi de formules choc. Si l'historien confirme en partie le « bilan très noir pour l'État postcolonial et pro-occidental du Cameroun » que décrit l'ouvrage, il ne partage pas « la vision manichéenne » qu’en donnent les auteurs, rappelant que les dérives antidémocratiques qu'à connu le Cameroun ne sont pas propres à ce pays et qu'on ne peut uniquement en imputer la responsabilité aux anciennes puissances coloniales. Marc Michel regrette que les « multiples sources secondaires invoquées, [soient] souvent placées hors contexte, et pratiquement toutes dans un seul sens, laissant de côté celles qui n’arrangent pas », et enfin que « les auteurs cherchent moins à analyser l’évolution des forces économiques, sociales et politiques de ce pays « compliqué », [...], qu’à instruire un procès. »